# Зонгулдак
Зонгулдак (на турски: Zonguldak) е град и административен център на вилает Зонгулдак в Турция. Населението му е 104 276 жители (2000 г.) и се намира на Черно море. Разполага с пристанище и мини за въглища.